# Edílson José da Silva
Edílson José da Silva (født 8. december 1978) er en tidligere brasiliansk fodboldspiller.
Han har spillet for flere forskellige klubber i sin karriere, herunder Avispa Fukuoka.